# FK Андромеды
FK Андромеды (лат. FK Andromedae) — двойная затменная переменная звезда типа Алголя (EA)' в созвездии Андромеды на расстоянии (вычисленном из значения параллакса) приблизительно 10825 световых лет (около 3319 парсеков) от Солнца. Видимая звёздная величина звезды — от +16,8m до +14m. Орбитальный период — около 2,2694 суток.

## Характеристики
Первый компонент — белая звезда спектрального класса A3. Эффективная температура — около 8987 K.
Второй компонент — жёлтый субгигант спектрального класса G3IV.